# Derailed
Derailed är en amerikansk-brittisk thriller från 2005 i regi av Mikael Håfström och med Clive Owen och Jennifer Aniston i huvudrollerna. Filmen hade Sverigepremiär den 17 februari 2006.

## Handling
Charles är en framgångsrik reklamman och trofast familjefar, men en morgon på väg till jobbet träffar han den vackra och sexiga Lucinda på tåget. Deras flört övergår snart i ångande lusta – frukostdejtar blir drinkar efter jobbet, och till slut kommer kvällen som slutar på ett hotellrum. Men deras perfekta och lidelsefulla förbindelse blir snart en värre mardröm än de någonsin hade kunnat föreställa sig. Charles värld är plötsligt fylld av svek, mutor, våld och kriminalitet. Hans trygga tillvaro har spårat ur helt. 

## Om filmen
Derailed regisserades av Mikael Håfström. Filmens manus är skrivet av Stuart Beattie och bygger på en roman av James Siegel. Resultatet är en thriller om hur långt människor kan drivas när de hamnar i riktig knipa.

## Rollista (urval)
- Clive Owen - Charles Schine
- Jennifer Aniston - Lucinda Harris
- Vincent Cassel - LaRoche
- Melissa George - Deanna Schine
- Addison Timlin - Amy Schine
- Xzibit - Dexter
- RZA - Winston Boyko